# アフガニスタン地震 (2015年)
アフガニスタン地震（アフガニスタンじしん）は、2015年10月26日午後1時半すぎ（現地時間）にアフガニスタン北東部のバダフシャーン州を震源としたマグニチュード7.5の地震。

## 概要
震源はアフガニスタンのカーブルから北東方向でおよそ254kmの位置（ヒンドゥークシュ地方ジャルム付近）にあり、その深さはおよそ231キロ。今回の地震によって、アフガニスタンに加え、パキスタンシアールコートやウズベキスタンナヴォイ、インドジャンムーと広範囲にわたって揺れが感じられた。

## 被害
パキスタン防災管理庁によるとカイバル・パクトゥンクワ州を中心に連邦直轄部族地域（FATA）やギルギット・バルティスタン州、パンジャーブ州、アザド・カシミールで被害が出ている。11月7日現在、全国で279人が死亡し、1980人が負傷し、95986軒（軽微損傷含む）、学校497校が被害を受けた。被害の大半はカイバル・パクトゥンクワ州であり、シャングラ、チトラル、スワートなどの町が大きな被害を受けた。一方、アフガニスタンの北部ではタハール州の学校で女子生徒たちが避難しようとして将棋倒しになり（死亡12人・負傷30人）、10月27日にアシュラフ・ガニー大統領は「9つの州で死亡115人・負傷538人、家屋7630軒、学校12校、モスク17軒、オフィスビル20軒の被害」と発表した。11月2日、国際連合人道問題調整事務所は「15の州で死亡126人、負傷489人、損壊6284軒、倒壊4665軒」の被害を報告した。報告によると物的損害は震源地のバダフシャーン州が多く、人的損害はクナル州・タハール州・ナンガルハール州が多いようである。